# Selters-Trachyt
Der Selters-Trachyt ist ein oligozäner Naturwerkstein, der im Westerwald in der Nähe von Montabaur abgebaut wird. Namensgebend für diesen Trachyt ist die Ortschaft Selters. Aufgrund seiner günstigen Materialeigenschaften wurde er bereits seit dem 18. Jahrhundert für die Herstellung von Werksteinen und Skulpturen genutzt.

## Entstehung und Abbau
Die Trachyte von Selters entstanden im oberen Oligozän infolge eines intensiven Vulkanismus im Rheinischen Schiefergebirge, der verbunden mit dem Einbruch des Oberrheingrabens bzw. der Niederrheinischen Bucht war. Die Trachyte, als Ergussgestein des Syenits, erstarrten als Quell- oder Staukuppen nahe der Oberfläche. Durch Erosion des weicheren Nebengesteins bilden diese verwitterungsresistenteren Vulkankuppen heute charakteristische Erhebungen. Die bekannteste vulkanische Bildung dieser Art ist der Drachenfels im Siebengebirge.
Seit 1770 wird der Trachyt in der Umgebung von Selters in Steinbrüchen abgebaut.

## Gesteinsausbildung und Mineralbestand

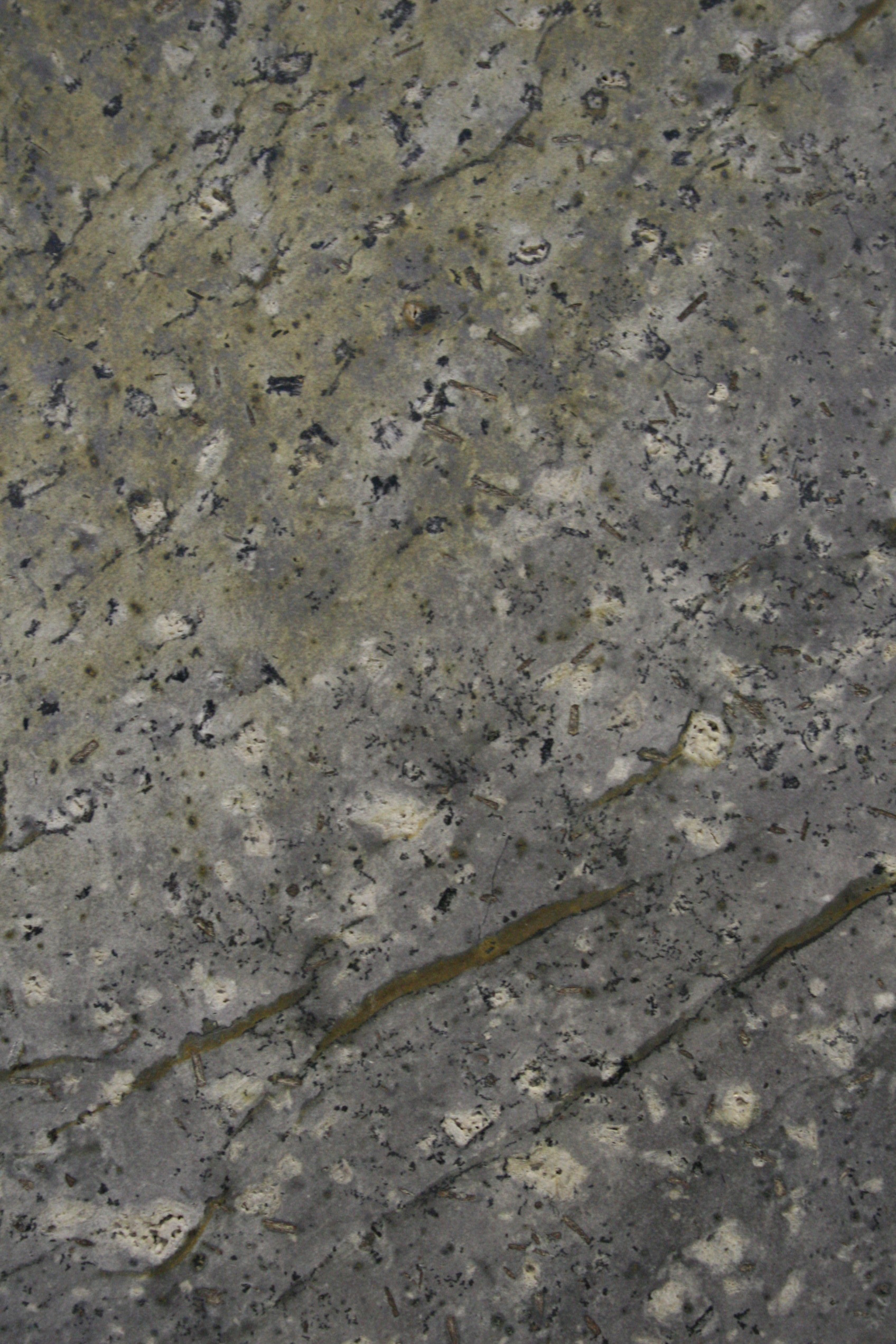
Selters-Trachyt

Der dichte bis feinkörnige Selters-Trachyt ist ein hellblauer bis hellgrauer Vulkanit, in dessen Grundmasse unregelmäßig verteilt, bis zu 8 mm große, weiße bis hellgraue Alkalifeldspat- und Plagioklas-Einsprenglinge eingelagert sind. Daneben sind kleinere, bis zu 4 mm große, schwarze Biotit- und Hornblende-Kristalle zu beobachten. Bereichsweise treten im Gestein Eisenausfällungen aus, angezeigt durch eine rotbraune Verfärbung des Gesteins. Aufgrund seiner Porosität zeigt der Selters-Trachyt mitunter schalige, oberflächige Abwitterungen.
Technische Kennwerte des Selters-Trachyts:
| Kennwert        | Durchschnittswert |
| --------------- | ----------------- |
| Rohdichte       | 2,38 g/cm³        |
| Porosität       | 8,04 %            |
| Wasseraufnahme  | 2,65 %            |
| Druckfestigkeit | 114 kg/cm²        |
| Frostsicherheit | gut               |

Der Selters-Trachyt besteht durchschnittlich aus 80 % Grundmasse, bestehend hauptsächlich aus Alkalifeldspäten, Plagioklasen und opaken Erzen, 13 % Feldspateinsprenglinge, 5 % Biotite und 2 % Akzessorien (überwiegend Apatit, Zirkon, Rutil, Erz, Hornblende).

## Verwendung
Der Selters-Trachyt ist ein geschätzter Werkstein. Er eignet sich aufgrund seiner Verwitterungsresistenz insbesondere zur Herstellung von Fassadenplatten und Werksteinquadern sowie für die Bildhauerei zur Herstellung von Skulpturen.

### Verwendungsbeispiele
- Marktbrunnen in Selters
- Sockel der St. Josefskirche in Speyer[2]:152
- Steinmetzarbeiten am gotischen Portal des Kölner Rathausturmes[2]:196
- Schleuse Hollerich
- Rekonstruktionsmaterial für den Gänsereiterbrunnen in Essen
- zahlreiche Gebäude in Selters